# Лауреати Державної премії України в галузі науки і техніки (1986)
Державна премія України в галузі науки і техніки — лауреати 1986 року.
На підставі подання Комітету з Державних премій України в галузі науки і техніки Центральний Комітет Компартії України і Рада Міністрів Української РСР видали Постанову № 417 від 5 грудня 1986 р. «Про присудження Державних премій України в галузі науки і техніки 1986 року»

## Лауреати Державної премії України в галузі науки і техніки 1986 року
| Премійована робота | Лауреати                              | Коротко про лауреата |
| --- | ------------------------------------- | --- |
| За монографію у п'яти томах «Методы расчета оболочек», опубліковану в 1980—1982 роках. | Чехов Віктор Миколайович              | кандидат фізико-математичних наук, старший науковий співробітник Інституту механіки Академії наук УРСР                                                                                             |
| За монографію у п'яти томах «Методы расчета оболочек», опубліковану в 1980—1982 роках. | Шнеренко Кузьма Іванович              | доктор технічних наук, завідувач лабораторії Інституту механіки Академії наук УРСР |
| За монографію у п'яти томах «Методы расчета оболочек», опубліковану в 1980—1982 роках. | Чернишенко Іван Семенович             | доктор технічних наук, завідувач лабораторії Інституту механіки Академії наук УРСР |
| За монографію у п'яти томах «Методы расчета оболочек», опубліковану в 1980—1982 роках. | Заруцький Володимир Олександрович     | доктор технічних наук, завідувач лабораторії Інституту механіки Академії наук УРСР |
| За монографію у п'яти томах «Методы расчета оболочек», опубліковану в 1980—1982 роках. | Кубенко Веніамін Дмитрович            | доктор фізико-математичних наук, завідувач відділу |
| За монографію у п'яти томах «Методы расчета оболочек», опубліковану в 1980—1982 роках. | Василенко Анатолій Тихонович          | доктор фізико-математичних наук |
| За монографію у п'яти томах «Методы расчета оболочек», опубліковану в 1980—1982 роках. | Аміро Ігор Якович                     | доктор технічних наук, завідувач відділу |
| За монографію у п'яти томах «Методы расчета оболочек», опубліковану в 1980—1982 роках. | Шевченко Юрій Миколайович             | член-кореспондент Академії наук УРСР, завідувач відділу |
| За монографію у п'яти томах «Методы расчета оболочек», опубліковану в 1980—1982 роках. | Прохоренко Іван Власович              | кандидат фізико-математичних наук, начальник сектора Спеціального конструкторсько-технологічного бюро з дослідним виробництвом склопластиків Інституту механіки Академії наук УРСР                 |
| За монографію у п'яти томах «Методы расчета оболочек», опубліковану в 1980—1982 роках. | Чехов Валерій Миколайович             | кандидат фізико-математичних наук, доцент Донецького державного університету |
| За роботу «Республіканська автоматизована система управління розвитком науки і техніки в Українська РСР» | Фокін Вітольд Павлович                | кандидат технічних наук, першому заступник Голови Державного планового комітету УРСР |
| За роботу «Республіканська автоматизована система управління розвитком науки і техніки в Українська РСР» | Шевченко Віктор Прокопович            | начальник відділу Державного планового комітету УРСР |
| За роботу «Республіканська автоматизована система управління розвитком науки і техніки в Українська РСР» | Рубан Владислав Якович                | кандидат технічних наук, завідувач відділу, завідувач сектору, працівникові Головного науково-дослідного і інформаційно-обчислювального центру                                                     |
| За роботу «Республіканська автоматизована система управління розвитком науки і техніки в Українська РСР» | Дрогаль Тетяна Григорівна             | кандидат технічних наук, завідувач сектору, працівникові Головного науково-дослідного і інформаційно-обчислювального центру                                                                        |
| За роботу «Республіканська автоматизована система управління розвитком науки і техніки в Українська РСР» | Козак Юрій Іванович                   | кандидат економічних наук, завідувач сектору, працівникові Головного науково-дослідного і інформаційно-обчислювального центру                                                                      |
| За роботу «Республіканська автоматизована система управління розвитком науки і техніки в Українська РСР» | Соляник Анатолій Іванович             | кандидат фізико-математичних наук, завідувач сектору, працівникові Головного науково-дослідного і інформаційно-обчислювального центру                                                              |
| За роботу «Республіканська автоматизована система управління розвитком науки і техніки в Українська РСР» | Широков Володимир Анатолійович        | кандидат фізико-математичних наук, ученому секретареві науково-організаційного відділу Президії Академії наук УРСР                                                                                 |
| За роботу «Республіканська автоматизована система управління розвитком науки і техніки в Українська РСР» | Тутов Анатолій Федорович              | кандидат технічних наук, завідувач лабораторії, працівникові Інституту кібернетики імені В. М. Глушкова Академії наук УРСР                                                                         |
| За роботу «Республіканська автоматизована система управління розвитком науки і техніки в Українська РСР» | Брусіловський Борис Яковлевич         | кандидат технічних наук, старший науковий співробітник, працівникові Інституту кібернетики імені В. М. Глушкова Академії наук УРСР                                                                 |
| За роботу «Республіканська автоматизована система управління розвитком науки і техніки в Українська РСР» | Волобоєв Борис Андрійович             | кандидат технічних наук, заступник директора Науково-дослідного інституту автоматизованих систем планування і керування у будівництві                                                              |
| За цикл робіт «Розмірні ефекти у малих частках твердого тіла» | Борзяк Петро Григорович               | член-кореспондент Академії наук УРСР, старший науковому співробітнику-консультанту |
| За цикл робіт «Розмірні ефекти у малих частках твердого тіла» | Сарбей Олег Георгійович               | доктор фізико-математичних наук, завідувач відділу |
| За цикл робіт «Розмірні ефекти у малих частках твердого тіла» | Томчук Петро Михайлович               | доктор фізико-математичних наук, завідувач відділу |
| За цикл робіт «Розмірні ефекти у малих частках твердого тіла» | Катрич Галина Андріївна               | кандидат фізико-математичних наук, старший науковий співробітник Інституту фізики Академії наук УРСР                                                                                               |
| За цикл робіт «Розмірні ефекти у малих частках твердого тіла» | Непийко Сергій Олексійович            | кандидат фізико-математичних наук, старший науковий співробітник Інституту фізики Академії наук УРСР                                                                                               |
| За цикл робіт «Розмірні ефекти у малих частках твердого тіла» | Федорович Ростислав Дмитрович         | кандидат фізико-математичних наук, старший науковий співробітник Інституту фізики Академії наук УРСР                                                                                               |
| За цикл робіт «Розмірні ефекти у малих частках твердого тіла» | Комник Юрій Федорович                 | доктор фізико-математичних наук, завідувач відділу Фізико-технічного інституту низьких температур Академії наук УРСР                                                                               |
| За цикл робіт «Розмірні ефекти у малих частках твердого тіла» | Палатник Лев Самійлович               | доктор фізико-математичних наук, завідувач кафедри Харківського політехнічного інституту імені В. І. Леніна                                                                                        |
| За цикл робіт «Розмірні ефекти у малих частках твердого тіла» | Кулюпін Юрій Олександрович            | доктор фізико-математичних наук /посмертно/ |
| За цикл робіт «Розмірні ефекти у малих частках твердого тіла» | Пінес Борис Якович                    | доктор фізико-математичних наук /посмертно/ |
| За цикл робіт «Відкриття та дослідження динамічних явиш, пов'язаних з фононними взаємодіями у магнітних кристалах» | Бар'яхтар Віктор Григорович           | академік Академії наук УРСР, директор Інституту металофізики Академії наук УРСР |
| За цикл робіт «Відкриття та дослідження динамічних явиш, пов'язаних з фононними взаємодіями у магнітних кристалах» | Ахієзер Олександр Ілліч               | академік Академії наук УРСР, начальник відділу Харківського фізико-технічного інституту Академії наук УРСР                                                                                         |
| За цикл робіт «Відкриття та дослідження динамічних явиш, пов'язаних з фононними взаємодіями у магнітних кристалах» | Пелетминський Сергій Володимирович    | член-кореспондент Академії наук УРСР, начальник лабораторії Харківського фізико-технічного інституту Академії наук УРСР                                                                            |
| За цикл робіт «Відкриття та дослідження динамічних явиш, пов'язаних з фононними взаємодіями у магнітних кристалах» | Ганапольський Єль Маркович            | доктор фізико-математичних наук, старший науковий співробітник Інституту радіофізики та електроніки Академії наук УРСР                                                                             |
| За цикл робіт «Відкриття та дослідження динамічних явиш, пов'язаних з фононними взаємодіями у магнітних кристалах» | Маковецький Дмитро Миколайович        | кандидат фізико-математичних наук, молодший науковий співробітник Інституту радіофізики та електроніки Академії наук УРСР                                                                          |
| За цикл робіт «Відкриття та дослідження динамічних явиш, пов'язаних з фононними взаємодіями у магнітних кристалах» | Туров Євген Якимович                  | доктор фізико-математичних наук, завідувач відділу Інституту фізики металів Уральського наукового центру Академії наук СРСР                                                                        |
| За цикл робіт «Відкриття та дослідження динамічних явиш, пов'язаних з фононними взаємодіями у магнітних кристалах» | Власов Кирило Борисович               | доктор фізико-математичних наук, завідувач лабораторії Інституту фізики металів Уральського наукового центру Академії наук СРСР                                                                    |
| За цикл робіт «Відкриття та дослідження динамічних явиш, пов'язаних з фононними взаємодіями у магнітних кристалах» | Тарасенко Віктор Васильович           | доктор фізико-математичних наук, старший науковий співробітник Інституту радіотехніки та електроніки Академії наук СРСР                                                                            |
| За цикл робіт «Відкриття та дослідження динамічних явиш, пов'язаних з фононними взаємодіями у магнітних кристалах» | Шавров Володимир Григорович           | кандидат фізико-математичних наук, старший науковий співробітник Інституту радіотехніки та електроніки Академії наук СРСР                                                                          |
| За цикл робіт «Структурно-функціональні основи участі транспортних РНК та аміноацил-тРНК-синтетаз білка на рівні трансляції у тварин».                                                                                      | Мацука Геннадій Харлампійович         | академік Академії наук УРСР, директор Інституту молекулярної біології і генетики Академії наук УРСР                                                                                                |
| За цикл робіт «Структурно-функціональні основи участі транспортних РНК та аміноацил-тРНК-синтетаз білка на рівні трансляції у тварин».                                                                                      | Єльська Ганна Валентинівна            | доктор біологічних наук, завідувачці відділу Інституту молекулярної біології і генетики Академії наук УРСР                                                                                         |
| За цикл робіт «Структурно-функціональні основи участі транспортних РНК та аміноацил-тРНК-синтетаз білка на рівні трансляції у тварин».                                                                                      | Коваленко Марина Йосипівна            | кандидат біологічних науки старший науковий співробітник Інституту молекулярної біології і генетики Академії наук УРСР                                                                             |
| За цикл робіт «Структурно-функціональні основи участі транспортних РНК та аміноацил-тРНК-синтетаз білка на рівні трансляції у тварин».                                                                                      | Овчаренко Галина Вікторівна           | кандидат біологічних науки старший науковий співробітник Інституту молекулярної біології і генетики Академії наук УРСР                                                                             |
| За цикл робіт «Структурно-функціональні основи участі транспортних РНК та аміноацил-тРНК-синтетаз білка на рівні трансляції у тварин».                                                                                      | Тукало Михайло Арсентійович           | кандидат біологічних науки старший науковий співробітник Інституту молекулярної біології і генетики Академії наук УРСР                                                                             |
| За цикл робіт «Структурно-функціональні основи участі транспортних РНК та аміноацил-тРНК-синтетаз білка на рівні трансляції у тварин».                                                                                      | Гудзера Ольга Йосипівна               | кандидат біологічних наук, працівникові Інституту молекулярної біології і генетики Академії наук УРСР                                                                                              |
| За цикл робіт «Структурно-функціональні основи участі транспортних РНК та аміноацил-тРНК-синтетаз білка на рівні трансляції у тварин».                                                                                      | Яремчук Ганна Дмитрівна               | кандидат біологічних наук, працівникові Інституту молекулярної біології і генетики Академії наук УРСР                                                                                              |
| За цикл робіт «Структурно-функціональні основи участі транспортних РНК та аміноацил-тРНК-синтетаз білка на рівні трансляції у тварин».                                                                                      | Васильєва Ірина Георгіївна            | кандидат біологічних наук, працівникові Інституту молекулярної біології і генетики Академії наук УРСР                                                                                              |
| За цикл робіт «Структурно-функціональні основи участі транспортних РНК та аміноацил-тРНК-синтетаз білка на рівні трансляції у тварин».                                                                                      | Солдаткін Олексій Петрович            | кандидат біологічних наук, працівникові Інституту молекулярної біології і генетики Академії наук УРСР                                                                                              |
| За цикл робіт «Структурно-функціональні основи участі транспортних РНК та аміноацил-тРНК-синтетаз білка на рівні трансляції у тварин».                                                                                      | Турківська Галина Вікторівна          | молодший науковий співробітник Інституту молекулярної біології і генетики Академії наук УРСР |
| За цикл робіт «Тектоніка та металогенія Радянських Карпат» | Вялов Олег Степанович                 | академік Академії наук УРСР, завідувач відділу Інституту геології і геохімії горючих копалин Академії наук УРСР                                                                                    |
| За цикл робіт «Тектоніка та металогенія Радянських Карпат» | Глушко Василь Васильович              | член-кореспондент Академії наук УРСР, професорові Львівського державного університету імені І. Я. Франка                                                                                           |
| За цикл робіт «Тектоніка та металогенія Радянських Карпат» | Кульчицький Ярослав Онуфрійович       | доктор геолого-мінералогічних наук, завідувач кафедри Львівського державного університету імені І. Я. Франка                                                                                       |
| За цикл робіт «Тектоніка та металогенія Радянських Карпат» | Жуков Фрідріх Іванович                | доктор геолого-мінералогічних наук, завідувач відділу Інституту геохімії і фізики мінералів Академії наук УРСР                                                                                     |
| За цикл робіт «Тектоніка та металогенія Радянських Карпат» | Науменко Валентин Володимирович       | доктор геолого-мінералогічних наук, завідувач відділу Інституту геохімії і фізики мінералів Академії наук УРСР                                                                                     |
| За цикл робіт «Тектоніка та металогенія Радянських Карпат» | Гончарук Анатолій Федорович           | кандидат геолого-мінералогічних наук, старший науковий співробітник Інституту геохімії і фізики мінералів Академії наук УРСР                                                                       |
| За цикл робіт «Тектоніка та металогенія Радянських Карпат» | Аверін Юрій Олександрович             | доктор геолого-мінералогічних наук, завідувач сектору Інституту мінеральних ресурсів |
| За цикл робіт «Тектоніка та металогенія Радянських Карпат» | Зайцева Віра Миколаївна               | начальник тематичної групи Закарпатської геологорозвідувальної експедиції |
| За цикл робіт «Тектоніка та металогенія Радянських Карпат» | Скатинський Юрій Павлович             | заступник генерального директора Західно-Українського виробничого геологічного об'єднання |
| За цикл робіт «Тектоніка та металогенія Радянських Карпат» | Лазаренко Ерік Олександрович          | доктор геолого-мінералогічних наук /посмертно/ |
| За цикл робіт «Розробка, теоретичне обґрунтування та клінічне впровадження нових методів оперативного лікування, детоксикації і реабілітації хворих із захворюванням печінки та жовчовивідних протоків»                     | Павловський Михайло Петрович          | доктор медичних наук, ректорові Львівського державного медичного інституту |
| За цикл робіт «Розробка, теоретичне обґрунтування та клінічне впровадження нових методів оперативного лікування, детоксикації і реабілітації хворих із захворюванням печінки та жовчовивідних протоків»                     | Орел Гліб Львович                     | кандидат медичних наук, доцент Львівського державного медичного інституту |
| За цикл робіт «Розробка, теоретичне обґрунтування та клінічне впровадження нових методів оперативного лікування, детоксикації і реабілітації хворих із захворюванням печінки та жовчовивідних протоків»                     | Короткий Валерій Миколайович          | доктор медичних наук, завідувач кафедри Київського медичного інституту імені академіка О. О. Богомольця                                                                                            |
| За цикл робіт «Розробка, теоретичне обґрунтування та клінічне впровадження нових методів оперативного лікування, детоксикації і реабілітації хворих із захворюванням печінки та жовчовивідних протоків»                     | Ковальов Михайло Маркович             | доктор медичних наук, професорові Київського медичного інституту імені академіка О. О. Богомольця                                                                                                  |
| За цикл робіт «Розробка, теоретичне обґрунтування та клінічне впровадження нових методів оперативного лікування, детоксикації і реабілітації хворих із захворюванням печінки та жовчовивідних протоків»                     | Колесников Євген Борисович            | кандидат медичних наук, асистенту кафедр Київського медичного інституту імені академіка О. О. Богомольця                                                                                           |
| За цикл робіт «Розробка, теоретичне обґрунтування та клінічне впровадження нових методів оперативного лікування, детоксикації і реабілітації хворих із захворюванням печінки та жовчовивідних протоків»                     | Панченко Сусанна Миколаївна           | кандидат медичних наук, асистенту кафедр Київського медичного інституту імені академіка О. О. Богомольця                                                                                           |
| За цикл робіт «Розробка, теоретичне обґрунтування та клінічне впровадження нових методів оперативного лікування, детоксикації і реабілітації хворих із захворюванням печінки та жовчовивідних протоків»                     | Скиба Володимир Вікторович            | кандидат медичних наук, асистенту кафедр Київського медичного інституту імені академіка О. О. Богомольця                                                                                           |
| За цикл робіт «Розробка, теоретичне обґрунтування та клінічне впровадження нових методів оперативного лікування, детоксикації і реабілітації хворих із захворюванням печінки та жовчовивідних протоків»                     | Радзіховський Анатолій Павлович       | доктор медичних наук, завідувач відділу Київського науково-дослідного інституту клінічної та експериментальної хірургії                                                                            |
| За цикл робіт «Розробка, теоретичне обґрунтування та клінічне впровадження нових методів оперативного лікування, детоксикації і реабілітації хворих із захворюванням печінки та жовчовивідних протоків»                     | Медведєв Володимир Єгорович           | кандидат медичних наук, завідувач лабораторії Київського науково-дослідного інституту клінічної та експериментальної хірургії                                                                      |
| За цикл робіт «Розробка, теоретичне обґрунтування та клінічне впровадження нових методів оперативного лікування, детоксикації і реабілітації хворих із захворюванням печінки та жовчовивідних протоків»                     | Картель Микола Тимофійович            | кандидат хімічних наук, завідувач лабораторії Інституту загальної та неорганічної хімії Академії наук УРСР                                                                                         |
| За розробку та промислове впровадження високопродуктивної технології обробки алмазно-абразивними інструментами з переривчастою робочою поверхнею                                                                            | Якімов Олександр Васильович           | доктор технічних наук, завідувач кафедри Одеського політехнічного інституту, керівник роботи |
| За розробку та промислове впровадження високопродуктивної технології обробки алмазно-абразивними інструментами з переривчастою робочою поверхнею                                                                            | Шепелєв Анатолій Олександрович        | кандидат технічних наук, заступник директора Інституту надтвердих матеріалів Академії наук УРСР |
| За розробку та промислове впровадження високопродуктивної технології обробки алмазно-абразивними інструментами з переривчастою робочою поверхнею                                                                            | Аліханян Евнос Самвелович             | кандидат технічних наук, молодший науковий співробітник Інституту надтвердих матеріалів Академії наук УРСР                                                                                         |
| За розробку та промислове впровадження високопродуктивної технології обробки алмазно-абразивними інструментами з переривчастою робочою поверхнею                                                                            | Чалий Валерій Тихонович               | керівник групи Інституту надтвердих матеріалів Академії наук УРСР |
| За розробку та промислове впровадження високопродуктивної технології обробки алмазно-абразивними інструментами з переривчастою робочою поверхнею                                                                            | Левін Михайло Давидович               | керівник групи Інституту надтвердих матеріалів Академії наук УРСР |
| За розробку та промислове впровадження високопродуктивної технології обробки алмазно-абразивними інструментами з переривчастою робочою поверхнею                                                                            | Сколота Анатолій Олександрович        | начальник цеху дослідного заводу, працівникові Інституту надтвердих матеріалів Академії наук УРСР                                                                                                  |
| За розробку та промислове впровадження високопродуктивної технології обробки алмазно-абразивними інструментами з переривчастою робочою поверхнею                                                                            | Маленьких Сергій Михайлович           | кандидат технічних наук, старший науковий співробітник Українського науково-виробничого деревообробного об'єднання                                                                                 |
| За розробку та промислове впровадження високопродуктивної технології обробки алмазно-абразивними інструментами з переривчастою робочою поверхнею                                                                            | Смирнов Лев Петрович                  | кандидат технічних наук, старший науковий співробітник Науково-дослідного інституту технології та організації виробництва двигунів                                                                 |
| За розробку та промислове впровадження високопродуктивної технології обробки алмазно-абразивними інструментами з переривчастою робочою поверхнею                                                                            | Коломайко Анатолій Микитович          | головний інженер Всесоюзного промислового об'єднання по виробництву нормалізованих вузлів і деталей загальномашинобудівного застосування                                                           |
| За розробку та промислове впровадження високопродуктивної технології обробки алмазно-абразивними інструментами з переривчастою робочою поверхнею                                                                            | Курносов Олександр Дмитрович          | завідувач групою Уральського філіалу Всесоюзного науково-дослідного інституту абразивів і шліфування                                                                                               |
| За цикл робіт «Аналогова та цифрова обробка астрономічних зображень» | Дудінов Володимир Миколайович         | кандидат фізико-математичних наук, директор астрономічної обсерваторії Харківського державного університету імені О. М. Горького                                                                   |
| За цикл робіт «Аналогова та цифрова обробка астрономічних зображень» | Цвєткова Вікторія Сергіївна           | кандидат фізико-математичних наук, старший науковий співробітник астрономічної обсерваторії Харківського державного університету імені О. М. Горького                                              |
| За цикл робіт «Аналогова та цифрова обробка астрономічних зображень» | Шкуратов Юрій Григорович              | кандидат фізико-математичних наук, старший науковий співробітник астрономічної обсерваторії Харківського державного університету імені О. М. Горького                                              |
| За цикл робіт «Аналогова та цифрова обробка астрономічних зображень» | Корнієнко Юрій В'ячеславович          | завідувач лабораторії Інституту радіофізики та електроніки Академії наук УРСР |
| За цикл робіт «Аналогова та цифрова обробка астрономічних зображень» | Станкевич Дмитро Геннадійович         | завідувач групою Інституту радіофізики та електроніки Академії наук УРСР |
| За цикл робіт «Аналогова та цифрова обробка астрономічних зображень» | Бабічев Анатолій Антонович            | начальник сектора Спеціального конструкторсько-технологічного бюро Інституту радіофізики та електроніки Академії наук УРСР                                                                         |
| За цикл робіт «Аналогова та цифрова обробка астрономічних зображень» | Парусимов Віктор Григорович           | керівник групи Головної астрономічної обсерваторії Академії наук УРСР |
| За дослідження, розробку конструкції та освоєння високопродуктивної промислової технології прокатки ефективних арматурних профілів малих перетинів, які забезпечили зниження витрат металу в будівництві                    | Левченко Лев Назарович                | кандидат технічних наук, доцент Дніпропетровського металургійного інституту імені Л. І. Брежнєва, керівник роботи                                                                                  |
| За дослідження, розробку конструкції та освоєння високопродуктивної промислової технології прокатки ефективних арматурних профілів малих перетинів, які забезпечили зниження витрат металу в будівництві                    | Натапов Аркадій Соломонович           | кандидат технічних наук, завідувач сектору Дніпропетровського металургійного інституту імені Л. І. Брежнєва                                                                                        |
| За дослідження, розробку конструкції та освоєння високопродуктивної промислової технології прокатки ефективних арматурних профілів малих перетинів, які забезпечили зниження витрат металу в будівництві                    | Баскін Семен Леонідович               | старший науковий співробітник Дніпропетровського металургійного інституту імені Л. І. Брежнєва |
| За дослідження, розробку конструкції та освоєння високопродуктивної промислової технології прокатки ефективних арматурних профілів малих перетинів, які забезпечили зниження витрат металу в будівництві                    | Філонов Олег Васильович               | кандидат технічних наук, начальник відділу Криворізького металургійного комбінату «Криворіжсталь» імені В. І. Леніна                                                                               |
| За дослідження, розробку конструкції та освоєння високопродуктивної промислової технології прокатки ефективних арматурних профілів малих перетинів, які забезпечили зниження витрат металу в будівництві                    | Дишковець Геннадій Анатолійович       | начальник дротового стану Криворізького металургійного комбінату «Криворіжсталь» імені В. І. Леніна                                                                                                |
| За дослідження, розробку конструкції та освоєння високопродуктивної промислової технології прокатки ефективних арматурних профілів малих перетинів, які забезпечили зниження витрат металу в будівництві                    | Баранов Валерій Степанович            | старший вальцювальник Криворізького металургійного комбінату «Криворіжсталь» імені В. І. Леніна |
| За дослідження, розробку конструкції та освоєння високопродуктивної промислової технології прокатки ефективних арматурних профілів малих перетинів, які забезпечили зниження витрат металу в будівництві                    | Остапенко Віктор Володимирович        | старший калібрувальник Криворізького металургійного комбінату «Криворіжсталь» імені В. І. Леніна                                                                                                   |
| За дослідження, розробку конструкції та освоєння високопродуктивної промислової технології прокатки ефективних арматурних профілів малих перетинів, які забезпечили зниження витрат металу в будівництві                    | Парусов Володимир Васильович          | кандидат технічних наук, старший науковий співробітник Інституту чорної металургії |
| За дослідження, розробку конструкції та освоєння високопродуктивної промислової технології прокатки ефективних арматурних профілів малих перетинів, які забезпечили зниження витрат металу в будівництві                    | Фрідлянов Борис Миколайович           | провідний інженер Науково-дослідного інституту бетону та залізобетону |
| За дослідження, розробку конструкції та освоєння високопродуктивної промислової технології прокатки ефективних арматурних профілів малих перетинів, які забезпечили зниження витрат металу в будівництві                    | Суріков Ігор Миколайович              | молодший науковий співробітник Науково-дослідного інституту бетону та залізобетону |
| За цикл робіт «Теоретичні основи і практичні методи створення ефективних систем теплового захисту високотемпературних двигунів та впровадження їх енергетичному і транспортному машинобудуванні»                            | Дибан Євген Павлович                  | член-кореспондент Академії наук УРСР, завідувач відділу Інституту технічної теплофізики Академії наук УРСР, керівник роботи                                                                        |
| За цикл робіт «Теоретичні основи і практичні методи створення ефективних систем теплового захисту високотемпературних двигунів та впровадження їх енергетичному і транспортному машинобудуванні»                            | Страдомський Михайло Валер'янович     | доктор технічних наук, заступник директора Інституту технічної теплофізики Академії наук УРСР, керівник роботи                                                                                     |
| За цикл робіт «Теоретичні основи і практичні методи створення ефективних систем теплового захисту високотемпературних двигунів та впровадження їх енергетичному і транспортному машинобудуванні»                            | Епік Елеонора Яківна                  | доктор технічних наук Інституту технічної теплофізики Академії наук УРСР |
| За цикл робіт «Теоретичні основи і практичні методи створення ефективних систем теплового захисту високотемпературних двигунів та впровадження їх енергетичному і транспортному машинобудуванні»                            | Клименко Віктор Миколайович           | кандидат технічних наук, завідувач лабораторії Інституту технічної теплофізики Академії наук УРСР                                                                                                  |
| За цикл робіт «Теоретичні основи і практичні методи створення ефективних систем теплового захисту високотемпературних двигунів та впровадження їх енергетичному і транспортному машинобудуванні»                            | Максимов Євген Олександрович          | кандидат технічних наук, завідувач лабораторії Інституту технічної теплофізики Академії наук УРСР                                                                                                  |
| За цикл робіт «Теоретичні основи і практичні методи створення ефективних систем теплового захисту високотемпературних двигунів та впровадження їх енергетичному і транспортному машинобудуванні»                            | Асмаловський Віталій Анатолійович     | кандидат технічних наук, старший науковий співробітник Інституту технічної теплофізики Академії наук УРСР                                                                                          |
| За цикл робіт «Теоретичні основи і практичні методи створення ефективних систем теплового захисту високотемпературних двигунів та впровадження їх енергетичному і транспортному машинобудуванні»                            | Білека Борис Дмитрович                | кандидат технічних наук, старший науковий співробітник Інституту технічної теплофізики Академії наук УРСР                                                                                          |
| За цикл робіт «Теоретичні основи і практичні методи створення ефективних систем теплового захисту високотемпературних двигунів та впровадження їх енергетичному і транспортному машинобудуванні»                            | Мазур Олександр Іустинович            | кандидат технічних наук, старший науковий співробітник Інституту технічної теплофізики Академії наук УРСР                                                                                          |
| За цикл робіт «Теоретичні основи і практичні методи створення ефективних систем теплового захисту високотемпературних двигунів та впровадження їх енергетичному і транспортному машинобудуванні»                            | Чепаскіна Світлана Михайлівна         | кандидат технічних наук, старший науковий співробітник Інституту технічної теплофізики Академії наук УРСР                                                                                          |
| За цикл робіт «Теоретичні основи і практичні методи створення ефективних систем теплового захисту високотемпературних двигунів та впровадження їх енергетичному і транспортному машинобудуванні»                            | Хавін Віктор Юлійович                 | завідувач групою Інституту технічної теплофізики Академії наук УРСР |
| За створення та широке впровадження у проектних організаціях Держбуду УРСР систем автоматизованого проектування об'єктів будівництва, які забезпечують економій матеріальних і трудових ресурсів у капітальному будівництві | Дуброва Євген Петрович                | кандидат технічних наук, директор Науково-дослідного інституту, автоматизованих систем планування і керування у будівництві                                                                        |
| За створення та широке впровадження у проектних організаціях Держбуду УРСР систем автоматизованого проектування об'єктів будівництва, які забезпечують економій матеріальних і трудових ресурсів у капітальному будівництві | Городецький Олександр Сергійович      | доктор технічних наук, заступник директора Науково-дослідного інституту, автоматизованих систем планування і керування у будівництві                                                               |
| За створення та широке впровадження у проектних організаціях Держбуду УРСР систем автоматизованого проектування об'єктів будівництва, які забезпечують економій матеріальних і трудових ресурсів у капітальному будівництві | Лященко Анатолій Антонович            | кандидат технічних наук, завідувач відділу Науково-дослідного інституту, автоматизованих систем планування і керування у будівництві                                                               |
| За створення та широке впровадження у проектних організаціях Держбуду УРСР систем автоматизованого проектування об'єктів будівництва, які забезпечують економій матеріальних і трудових ресурсів у капітальному будівництві | Павловський-Літвінов Вадим Едуардович | завідувач відділу Науково-дослідного інституту, автоматизованих систем планування і керування у будівництві                                                                                        |
| За створення та широке впровадження у проектних організаціях Держбуду УРСР систем автоматизованого проектування об'єктів будівництва, які забезпечують економій матеріальних і трудових ресурсів у капітальному будівництві | Янович Іван Олександрович             | кандидат фізико-математичних наук, керівник відділення Спеціального конструкторського бюро математичних машин і систем Інституту кібернетики імені В. М. Глушкова Академії наук УРСР               |
| За створення та широке впровадження у проектних організаціях Держбуду УРСР систем автоматизованого проектування об'єктів будівництва, які забезпечують економій матеріальних і трудових ресурсів у капітальному будівництві | Сарнацький Ювеналій Андрійович        | заступник Голови Державного комітету УРСР у справах будівництва |
| За створення та широке впровадження у проектних організаціях Держбуду УРСР систем автоматизованого проектування об'єктів будівництва, які забезпечують економій матеріальних і трудових ресурсів у капітальному будівництві | Донець Анатолій Костянтинович         | головний інженер Українського державного інституту проектування міст |
| За створення та широке впровадження у проектних організаціях Держбуду УРСР систем автоматизованого проектування об'єктів будівництва, які забезпечують економій матеріальних і трудових ресурсів у капітальному будівництві | Павлов Сергій Павлович                | головний інженер інституту «Діпроцивільпромбуд» |
| За створення та широке впровадження у проектних організаціях Держбуду УРСР систем автоматизованого проектування об'єктів будівництва, які забезпечують економій матеріальних і трудових ресурсів у капітальному будівництві | Драч Олександр Абрамович              | начальник відділу інституту «Діпроцивільпромбуд» |
| За створення та широке впровадження у проектних організаціях Держбуду УРСР систем автоматизованого проектування об'єктів будівництва, які забезпечують економій матеріальних і трудових ресурсів у капітальному будівництві | Охота Ігор Якович                     | директор Харківського проектного інституту по плануванні та забудові міста |
| За роботу «Фізико-хімічні основи, технологія та промислове освоєння виробництва надчистих металів /ртуть, кадмій, цинк, свинець, вісмут, галій, індій; талій, телур/»                                                       | Шека Іван Арсенович                   | член-кореспондент Академії наук УРСР, завідувач відділу Інституту загальної та неорганічної хімії Академії наук УРСР, керівник роботи                                                              |
| За роботу «Фізико-хімічні основи, технологія та промислове освоєння виробництва надчистих металів /ртуть, кадмій, цинк, свинець, вісмут, галій, індій; талій, телур/»                                                       | Козін Леонід Хомич                    | доктор технічних наук, завідувач відділу Інституту загальної та неорганічної хімії Академії наук УРСР                                                                                              |
| За роботу «Фізико-хімічні основи, технологія та промислове освоєння виробництва надчистих металів /ртуть, кадмій, цинк, свинець, вісмут, галій, індій; талій, телур/»                                                       | Новікова Лідія Степанівна             | кандидат хімічних наук, старший науковий співробітник Інституту загальної та неорганічної хімії Академії наук УРСР                                                                                 |
| За роботу «Фізико-хімічні основи, технологія та промислове освоєння виробництва надчистих металів /ртуть, кадмій, цинк, свинець, вісмут, галій, індій; талій, телур/»                                                       | Морачевський Андрій Георгійович       | доктор технічних наук, завідувач кафедри Ленінградського політехнічного інституту імені М. І. Калініна                                                                                             |
| За роботу «Фізико-хімічні основи, технологія та промислове освоєння виробництва надчистих металів /ртуть, кадмій, цинк, свинець, вісмут, галій, індій; талій, телур/»                                                       | Нікітін Анатолій Андрійович           | кандидат хімічних наук, старший науковий співробітник Інституту органічного каталізу та електрохімії Академії наук Казахської РСР                                                                  |
| За роботу «Фізико-хімічні основи, технологія та промислове освоєння виробництва надчистих металів /ртуть, кадмій, цинк, свинець, вісмут, галій, індій; талій, телур/»                                                       | Кострульов Геннадій Григорович        | заступник головного інженера Заводу чистих металів імені 50-річчя СРСР |
| За роботу «Фізико-хімічні основи, технологія та промислове освоєння виробництва надчистих металів /ртуть, кадмій, цинк, свинець, вісмут, галій, індій; талій, телур/»                                                       | Вівдюк Володимир Григорович           | майстер Заводу чистих металів імені 50-річчя СРСР |
| За роботу «Фізико-хімічні основи, технологія та промислове освоєння виробництва надчистих металів /ртуть, кадмій, цинк, свинець, вісмут, галій, індій; талій, телур/»                                                       | Жукоцький Микола Васильович           | майстер Микитівського ртутного комбінату |
| За створення та освоєння перших вітчизняних великотоннажних швидкохідних суден з горизонтальним вантажообробленням типу «Атлантика»                                                                                         | Івженко Валентин Костянтинович        | головний конструктор проекту |
| За створення та освоєння перших вітчизняних великотоннажних швидкохідних суден з горизонтальним вантажообробленням типу «Атлантика»                                                                                         | Щередін Володимир Миколайович         | кандидат технічних наук, начальник відділу Центрального конструкторського бюро «Чорноморсуднопроект»                                                                                               |
| За створення та освоєння перших вітчизняних великотоннажних швидкохідних суден з горизонтальним вантажообробленням типу «Атлантика»                                                                                         | Мележик Михайло Олександрович         | начальник відділу Центрального конструкторського бюро «Чорноморсуднопроект» |
| За створення та освоєння перших вітчизняних великотоннажних швидкохідних суден з горизонтальним вантажообробленням типу «Атлантика»                                                                                         | Климентьєв Яков Іванович              | завідувач відділу Миколаївського обкому Компартії України |
| За створення та освоєння перших вітчизняних великотоннажних швидкохідних суден з горизонтальним вантажообробленням типу «Атлантика»                                                                                         | Коптін Борис Олександрович            | заступник начальника відділу виробничого об'єднання «Зоря» |
| За створення та освоєння перших вітчизняних великотоннажних швидкохідних суден з горизонтальним вантажообробленням типу «Атлантика»                                                                                         | Лісов Веніамін Тимофійович            | провідний конструктор союзного проектного бюро «Машпроект» |
| За створення та освоєння перших вітчизняних великотоннажних швидкохідних суден з горизонтальним вантажообробленням типу «Атлантика»                                                                                         | Лебедєв Рудольф Миколайович           | старший майстер Чорноморського суднобудівного заводу |
| За створення та освоєння перших вітчизняних великотоннажних швидкохідних суден з горизонтальним вантажообробленням типу «Атлантика»                                                                                         | Ляшенко Володимир Володимирович       | бригадир слюсарів-монтажників Чорноморського суднобудівного заводу |
| За створення та освоєння перших вітчизняних великотоннажних швидкохідних суден з горизонтальним вантажообробленням типу «Атлантика»                                                                                         | Сундуков Анатолій Васильович          | старший механік судна «Инженер Ермошкин» Чорноморського морського пароплавства |
| За дослідження, розробку та застосування у мікроелектронній і космічній технології методів та апаратури неруйнівної дефектоскопії на основі електротопографічного ефекту                                                    | Кравець Олександр Євгенович           | доктор технічних наук, завідувач сектору Спеціального конструкторсько-технологічного бюро фізичного приладобудування з дослідним виробництвом Інституту фізики Академії наук УРСР, керівник роботи |
| За дослідження, розробку та застосування у мікроелектронній і космічній технології методів та апаратури неруйнівної дефектоскопії на основі електротопографічного ефекту                                                    | Резніков Михайло Абрамович            | кандидат фізико-математичних наук, провідний інженер Спеціального конструкторсько-технологічного бюро фізичного приладобудування з дослідним виробництвом Інституту фізики Академії наук УРСР      |
| За дослідження, розробку та застосування у мікроелектронній і космічній технології методів та апаратури неруйнівної дефектоскопії на основі електротопографічного ефекту                                                    | Пермяков Віталій Вадимович            | інженер-конструктор Спеціального конструкторсько-технологічного бюро фізичного приладобудування з дослідним виробництвом Інституту фізики Академії наук УРСР                                       |
| За дослідження, розробку та застосування у мікроелектронній і космічній технології методів та апаратури неруйнівної дефектоскопії на основі електротопографічного ефекту                                                    | Джанібеков Володимир Олександрович    | льотчик-космонавт СРСР |
| За дослідження, розробку та застосування у мікроелектронній і космічній технології методів та апаратури неруйнівної дефектоскопії на основі електротопографічного ефекту                                                    | Шпак Марат Терентійович               | член-кореспондент Академії наук УРСР, директор Інституту фізики Академії наук УРСР |
| За дослідження, розробку та застосування у мікроелектронній і космічній технології методів та апаратури неруйнівної дефектоскопії на основі електротопографічного ефекту                                                    | Фок Михайло Володимирович             | доктор фізико-математичних наук, завідувач сектору Фізичного інституту імені П. М. Лебедєва Академії наук СРСР                                                                                     |
| За дослідження, розробку та застосування у мікроелектронній і космічній технології методів та апаратури неруйнівної дефектоскопії на основі електротопографічного ефекту                                                    | Піпа Віктор Йосипович                 | кандидат фізико-математичних наук, старший науковий співробітник Інституту напівпровідників Академії наук УРСР                                                                                     |
| За дослідження, розробку та застосування у мікроелектронній і космічній технології методів та апаратури неруйнівної дефектоскопії на основі електротопографічного ефекту                                                    | Сочилов Євген Олександрович           | провідний інженер науково-виробничого об'єднання «Енергія» |
| За дослідження, розробку та застосування у мікроелектронній і космічній технології методів та апаратури неруйнівної дефектоскопії на основі електротопографічного ефекту                                                    | Леонов Володимир Дмитрович            | старший інженер науково-виробничого об'єднання «Енергія» |
| За підручник для вищих учбових закладів «Основи построения систем автоматизированного проектирования», опублікований у 1985 році /друге видання/                                                                            | Скрипниченко Федір Тарасович          | |
| За підручник для медичних училищ «Хирургия», опублікований у 1984 році /четверте видання/ | Скрипниченко Дмитро Федорович         | доктор медичних наук, завідувач кафедри Київського державного інституту удосконалення лікарів |